# Vanilla angustipetala
Vanilla angustipetala är en orkidéart som beskrevs av Rudolf Schlechter. Vanilla angustipetala ingår i släktet Vanilla och familjen orkidéer. Inga underarter finns listade i Catalogue of Life.